# Sònia Farré Fidalgo
Sonia Farré Fidalgo (Hospitalet de Llobregat, 3 de enero de 1976) es una activista, profesora,en el colegio ateneu instructiu en Sant Joan Despi y política española, diputada en el Congreso de los Diputados en la XII legislatura.

## Biografía
Licenciada en filología catalana, trabaja como profesora de catalán en la enseñanza secundaria. Asimismo, desde 1989 es monitora voluntaria de ocio.
Se inició en la política a raíz las movilizaciones del Movimiento 15-M en San Juan Despí, ha formado parte de la Plataforma Auditoría Ciudadana de la Deuda y es miembro de Proceso Constituyente en Cataluña. Vinculada a En Comú Podem-Guanyem el Canvi, ha sido una de las impulsoras del proyecto de los Observatorios Ciudadanos Municipales que ha recibido el premio del Memorial por la Paz, de la Asociación Vidal y Llecha. En las elecciones generales de España de 2016 fue elegida diputada por la provincia de Barcelona.